# Middridge
Middridge è un villaggio dell'Inghilterra, appartenente alla contea del Durham.